# Kotohira-gū
Kotohira-gū (金刀比羅宮) (aussi connu sous le nom Konpira-dai-gongen (金比羅大権現), Konpira-san (こんぴらさん)) est un sanctuaire shinto situé dans le bourg de Kotohira du district de Nakatado, préfecture de Kagawa au Japon.

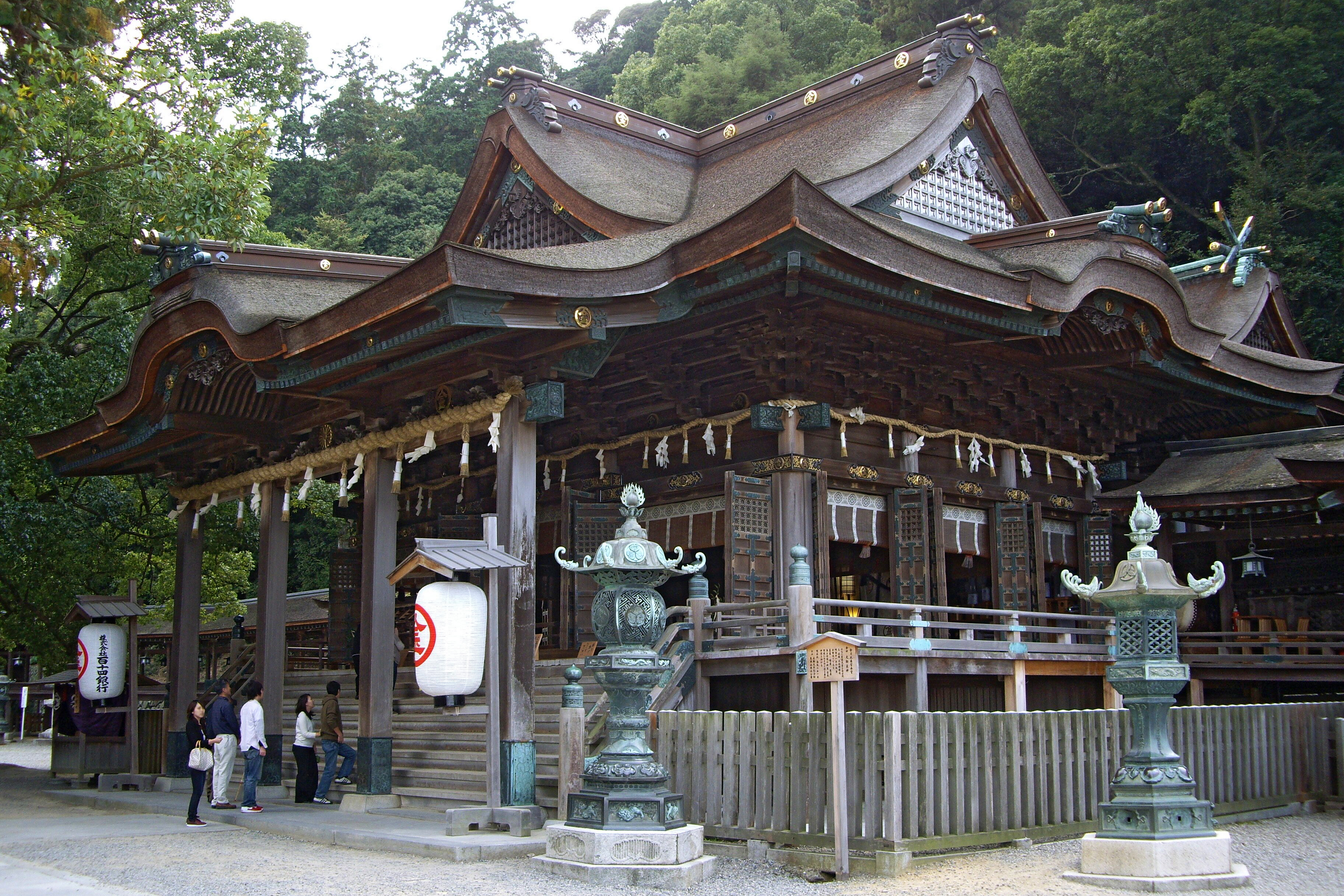
Haiden du du Kotohira-jinja.

Situé à 521 m à mi-chemin du sommet du mont Zōzu, le sanctuaire se trouve à la fin d'un long chemin, avec 785 marches vers le sanctuaire principal et un total de 1 368 marches du sanctuaire intérieur. Les pèlerinages au sanctuaire sont populaires depuis l'époque de Muromachi, et aujourd'hui encore souvent des centaines de visiteurs par jour gravissent les marches du mont Zōzu. Sur le chemin vers le sanctuaire se trouve un musée du saké, divers magasins vendent toutes sortes de marchandises, et on peut voir beaucoup de pierres sur lesquelles les noms des donateurs du sanctuaire sont gravés en caractères kanji. En raison de la théorie du honji suijaku qui pose que les kamis locaux sont des incarnations de divinités bouddhiques, le sanctuaire Kotohira est également un temple bouddhiste et un sanctuaire shintoïste avant l'ère Meiji.

## Histoire
Le Kotohira-gū passe pour avoir été fondé au Ier siècle.
Le principal kami du sanctuaire est d'abord Ō-mono-nushi-no-mikoto, esprit associé à la navigation maritime (ainsi qu'à la divinité bouddhiste Konpira), mais Ō-mono-nushi-no-mikoto est remplacé par l'esprit de l'empereur Sutoku en 1165.
Avant l'ère Meiji, le sanctuaire porte le nom de Konpira-daigongen (金比羅大権現), et se trouve à la tête du groupe national de sanctuaires portant les noms « Kompira » et « Kotohira ». Le bâtiment des ema est le site de prières pour la navigation en toute sécurité.
De 1871 jusqu'à 1946, le sanctuaire Kotohira est officiellement désigné comme l'un des kokuhei chūsha (国幣中社), ce qui signifie qu'il est un des sanctuaires importants de rang national.

## Trésors
Le sanctuaire Kompira possède plusieurs biens culturels importants, dont une statue de Kannon Bosatsu aux onze visages de l'époque de Heian et quatre peintures à l'encre et à l'or de Maruyama Ōkyo, sur portes coulissantes.

## Galerie

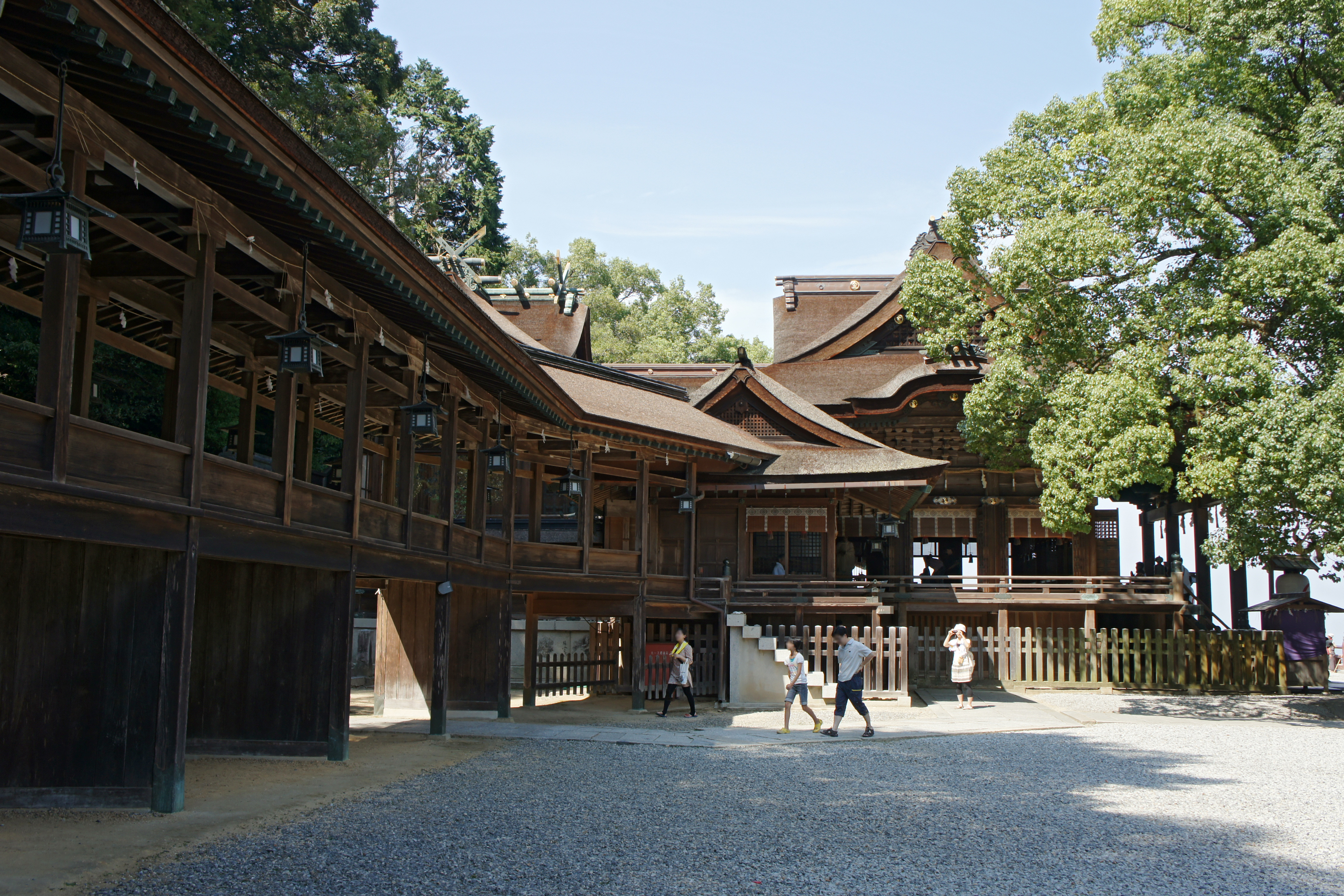
Complexe hongū (sanctuaire principal).
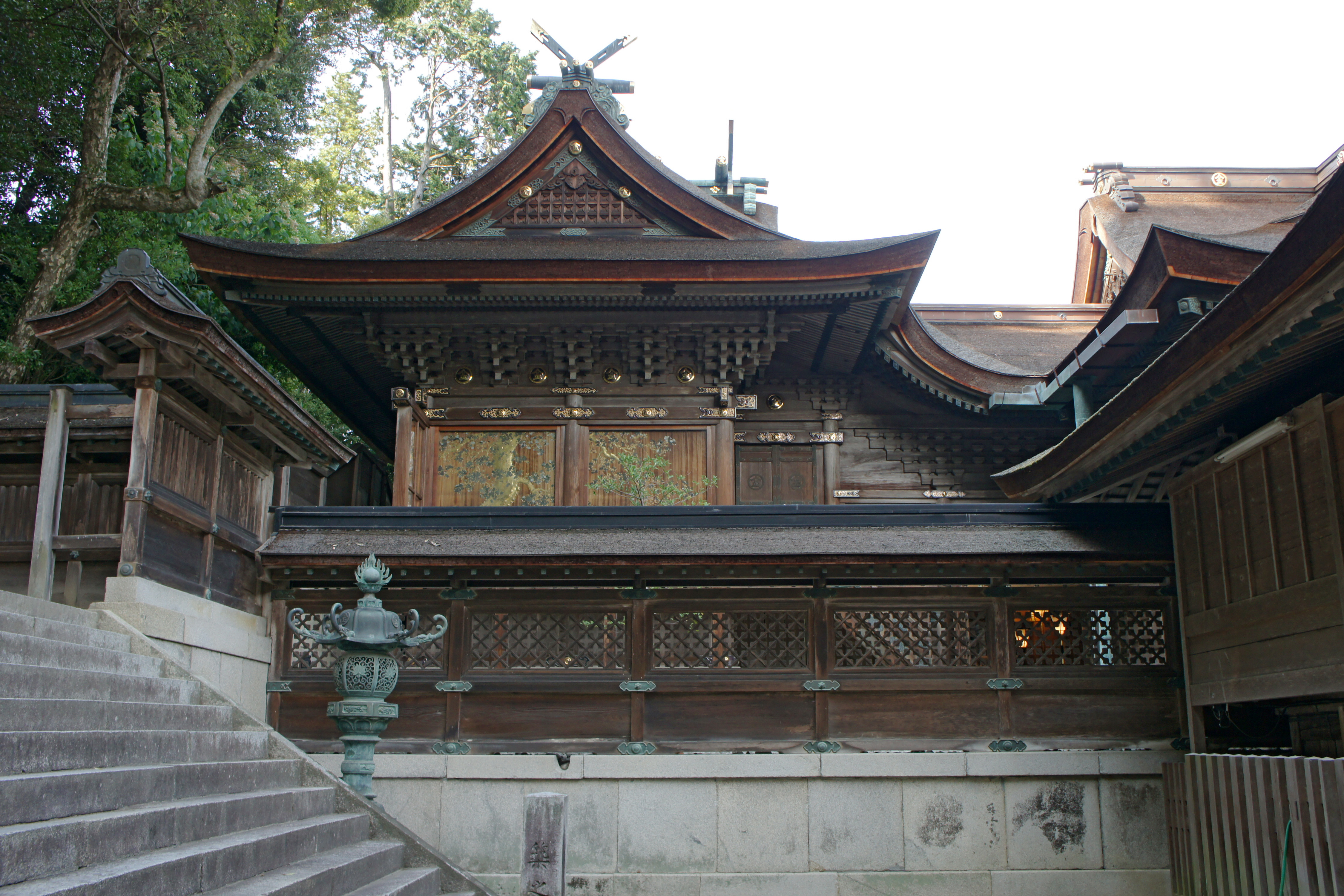
Honden du hongū.
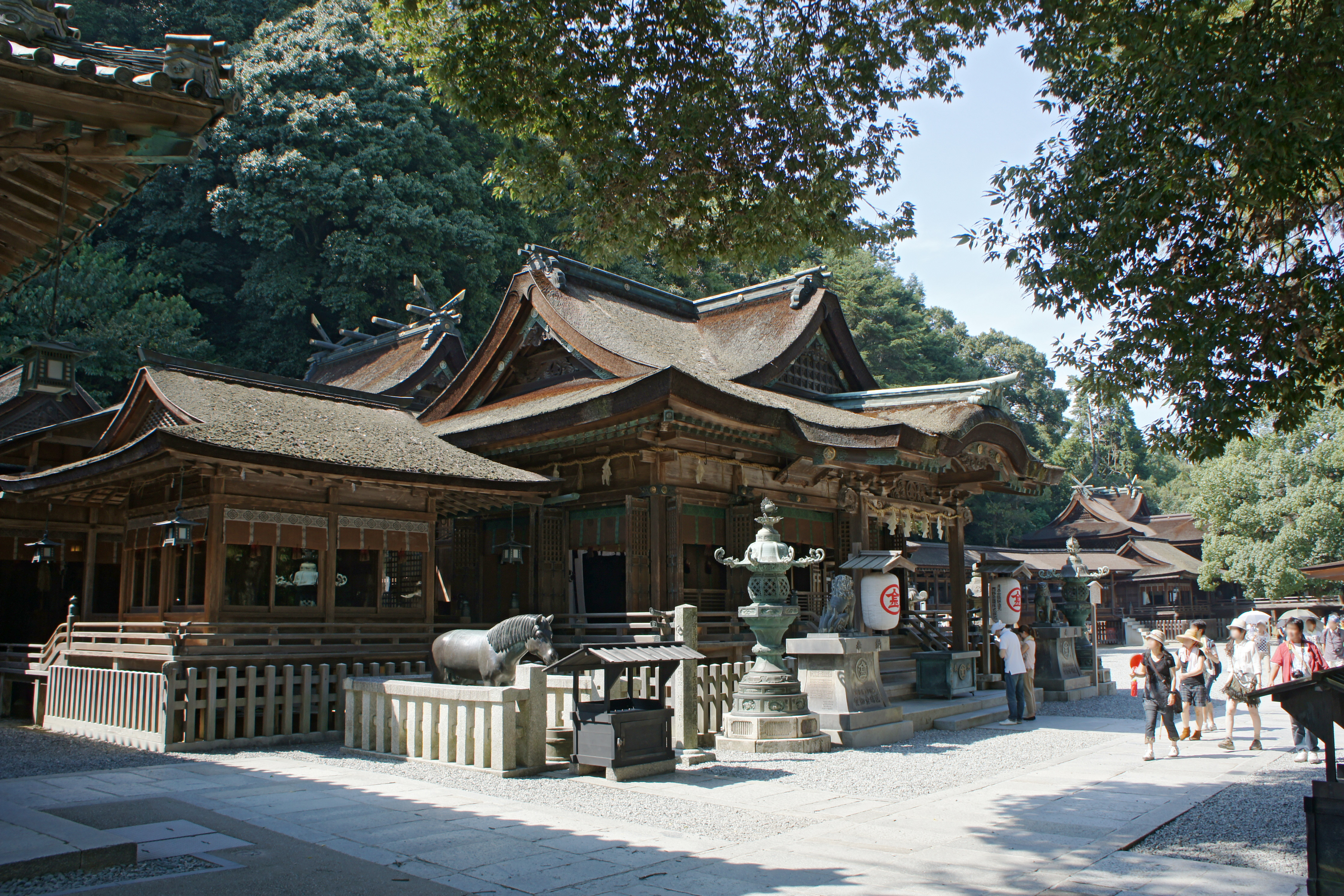
Haiden du Mihotsu-jinja du hongū.
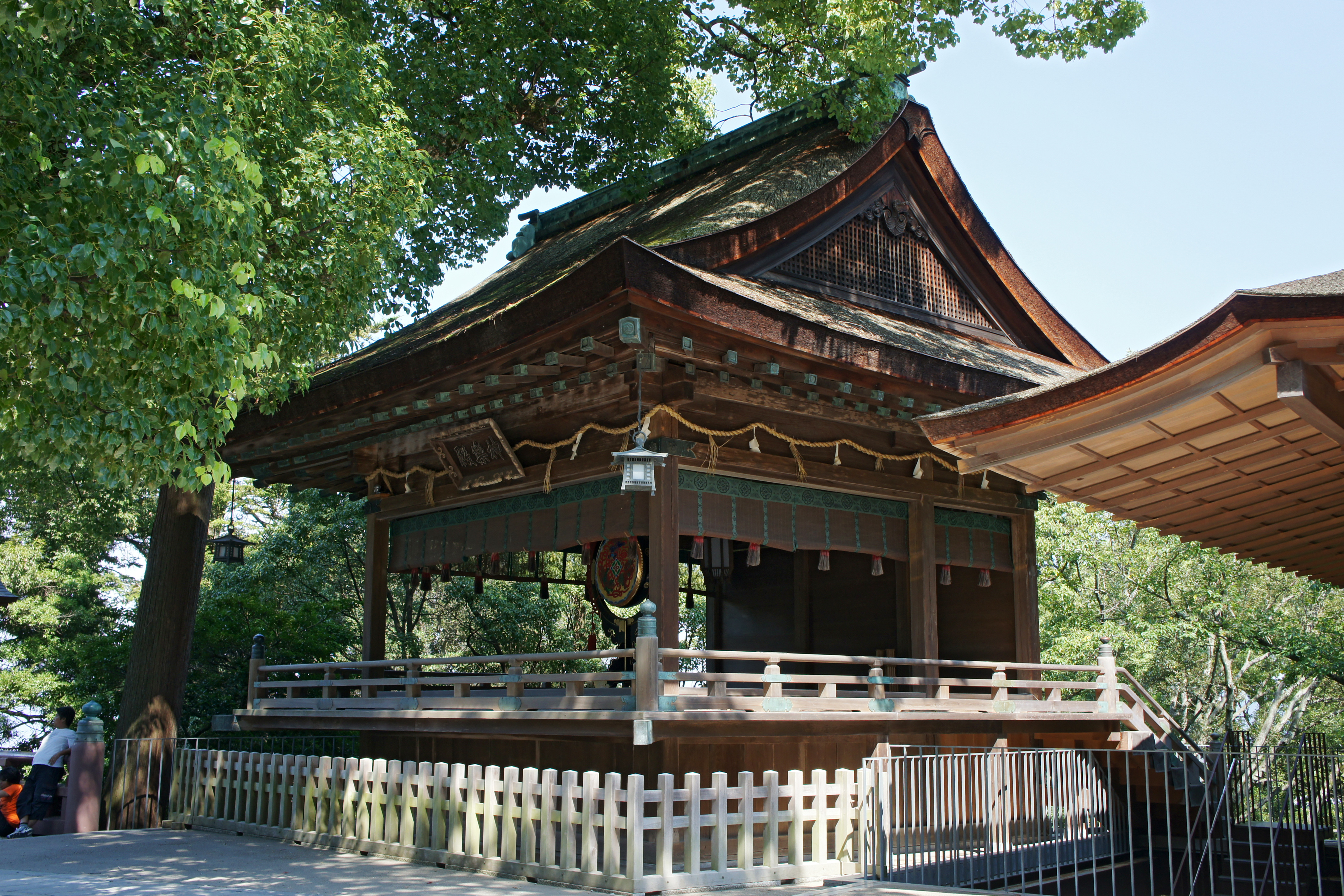
Kagura-den du hongū.
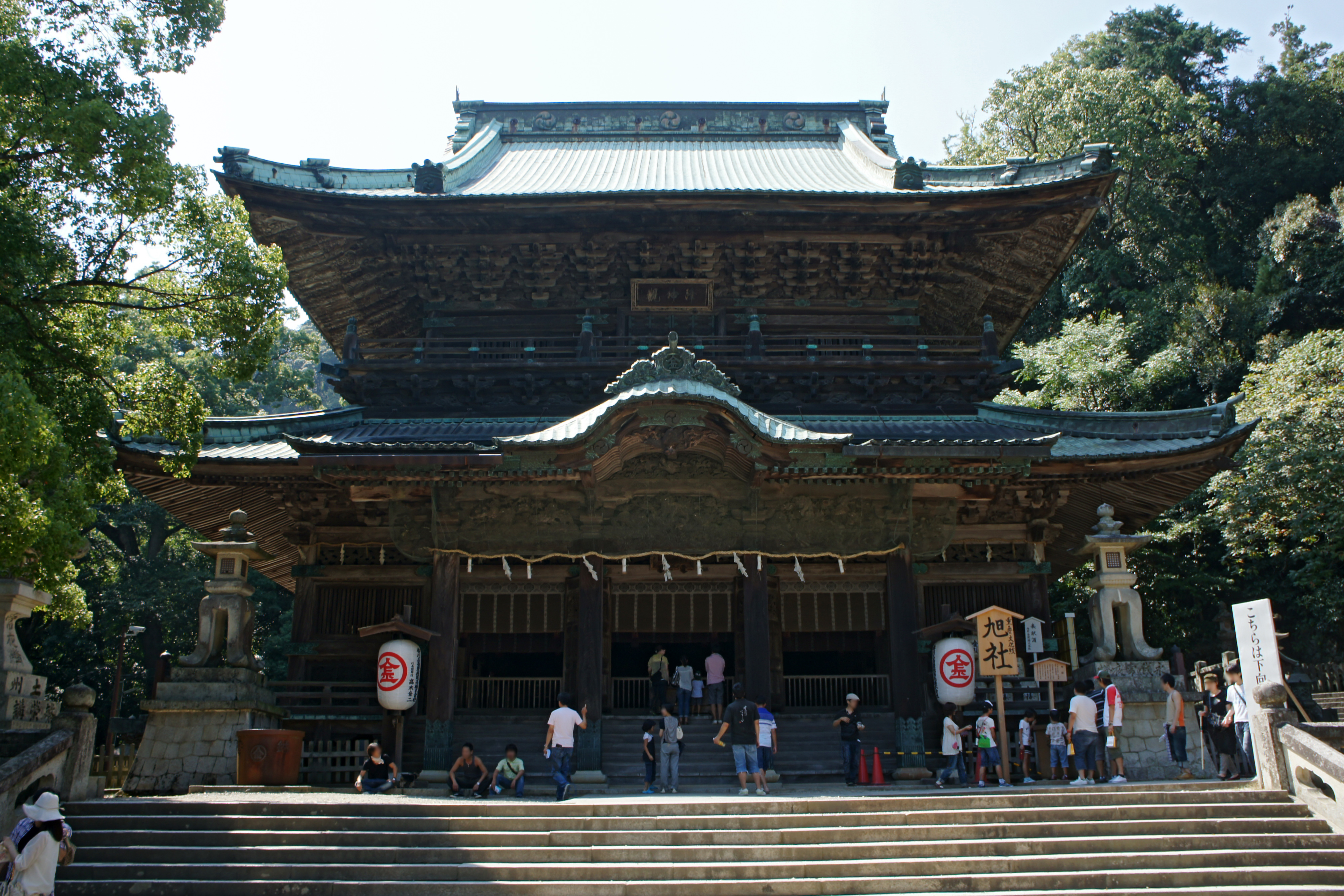
Asahi-sha.
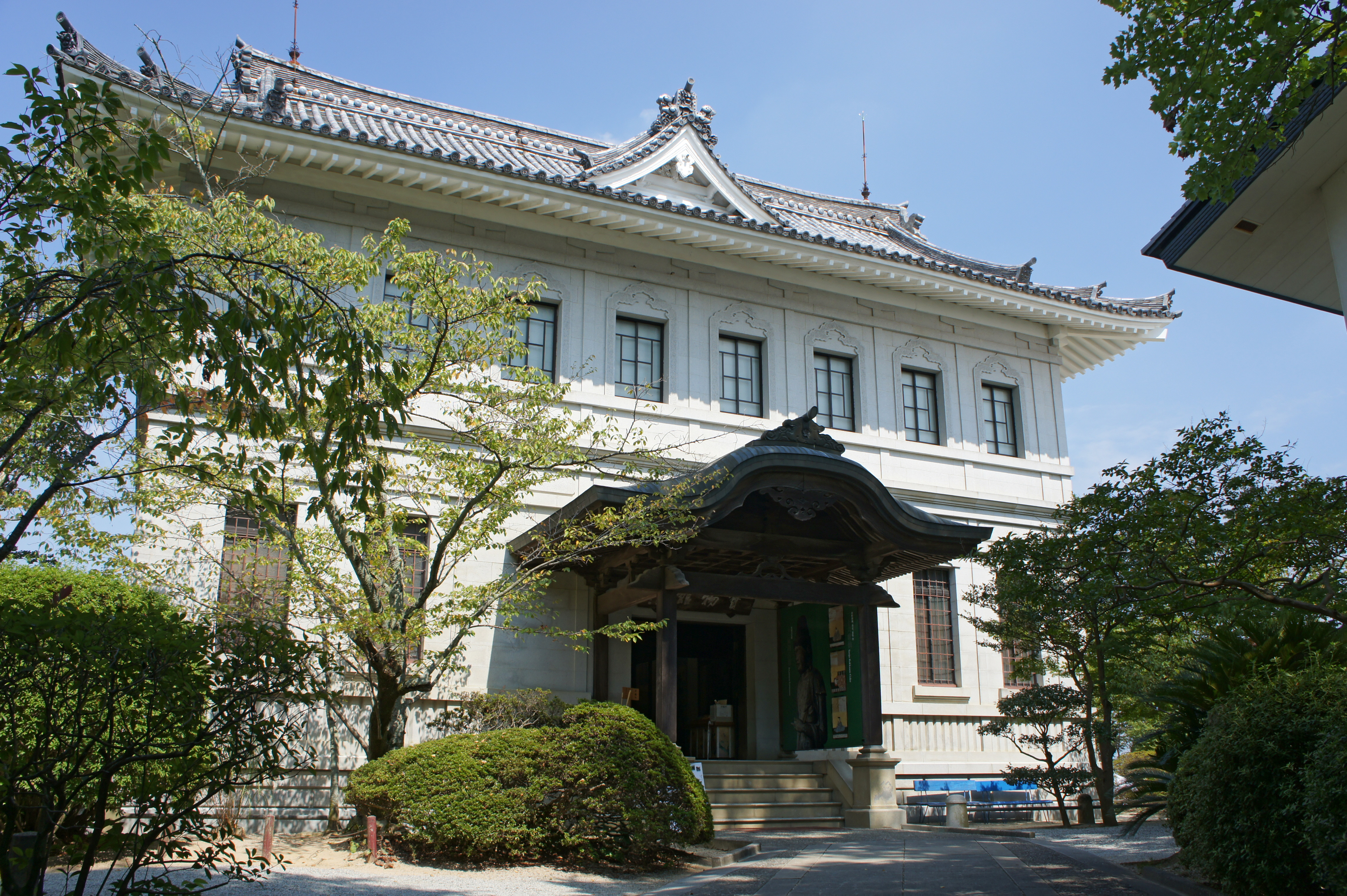
Musée Homotsukan.